# 陳偉南
陳偉南，BBS（1919年2月18日—2023年3月20日），原名陳鴻志，字國憲，祖籍廣東潮安，香港企業家、慈善家、馬主，有「飼料大王」之稱。
任广州市屏山贸易有限公司董事長、香港屏山企業有限公司董事局主席等商界職務。社會職務方面陳氏任汕頭市政協十一屆委員、香港特别行政区第一届政府推选委员会委员、香港潮屬社團總會創會會長，並獲得香港特區政府頒授銅紫荊星章、廣東省頒授南粵慈善家稱號、泰皇御賜五級白象勛銜等。陳氏為港商陳幼南之父、陳誠傑的祖父。
2023年3月20日，陳偉南與世長辭，享年104歲（積閏享壽106歲）。

## 家族成員
陳偉南有三名子女（長女藺陳幼嬋、兒子陳幼南、幼女陳幼鳳），女婿藺建成、媳婦陳張思敏，長孫陳誠傑、孫女陳佩君，孫女婿蕭猷迪。